# Ectopimorpha indemnis
Ectopimorpha indemnis är en stekelart som först beskrevs av Cresson 1877.  Ectopimorpha indemnis ingår i släktet Ectopimorpha och familjen brokparasitsteklar. Inga underarter finns listade i Catalogue of Life.